# Peñas del Chache
Pour les articles homonymes, voir Chache.
Les Peñas del Chache (signifiant en français les « roches du Chache ») sont le point culminant de l'île de Lanzarote, dans les îles Canaries, avec une altitude de 674 mètres. Ils sont situés sur le territoire de la commune de Haría.

## Géographie
Situés au nord de l'île dans le massif de Famara, les Peñas del Chache s'élèvent à 674 mètres. Ils sont le résultat de la première période de volcanisme sur l'archipel survenue au Miocène (il y a environ 20 millions d'années).